# Żytne (Białoruś)
Żytne (biał. Жытнае, Żytnaje; ros. Житное, Żytnoje) – wieś na Białorusi, w obwodzie mińskim, w rejonie dzierżyńskim, w sielsowiecie Putczyna.

## Historia
W XIX i w początkach XX w. zaścianek położony w Rosji, w guberni mińskiej, w powiecie mińskim, w gminie Rubieżewicze.
W dwudziestoleciu międzywojennym folwark i osada leżące w Polsce, w województwie nowogródzkim, w powiecie wołożyńskim, w gminie Wołma, w pobliżu granicy ze Związkiem Sowieckim. W 1921 folwark liczył 22 mieszkańców, zamieszkałych w 4 budynkach, w tym 21 Polaków i 1 Białorusina. 21 mieszkańców było wyznania rzymskokatolickiego i 1 prawosławnego. Osada liczyła zaś 11 mieszkańców, zamieszkałych w 1 budynku, wyłącznie Polaków wyznania rzymskokatolickiego.
Po II wojnie światowej w granicach Związku Sowieckiego. Od 1991 w niepodległej Białorusi.